# 比奇 (密歇根州)
比奇（英語：Beech）是位於美國密歇根州韋恩縣雷德福德的一個非建制地區。

## 地理
比奇所處的海拔為高於海平面190米（即623英呎），而該地所採用的時區為UTC-5，即北美东部時區（EST）。同時該地設有夏令時間，為UTC-5調快一小時，即UTC-4（EDT）。